# 新华农场 (黑龙江)
新华农场是位于中华人民共和国黑龙江省鹤岗市东山区的一个國營農場，隶属于黑龙江省农垦宝泉岭管理局。
新华农场起源于1949年9月于原鹤立县境内创建的“松江省鹤立荣军机械农场”，安置三等残废军人和慢性病病愈军人，后改为“伏尔基河荣军农场”。1953年初移交松江省农林厅管理，1956年8月改为“伏尔基河机械农场”，隶属黑龙江省农场管理局。1968年6月，组建中国人民解放军沈阳军区黑龙江生产建设兵团，编为第二师第十六团。1976年4月，撤销生产建设兵团，恢复农场体制，因场部位于新华火车站附近，更名为新华农场。1992年末全场总人口2.4万人。
新华农场位于鹤岗市南部与汤原县交界处。地处三江平原松花江下游平原亚区。西部是小兴安岭余脉的丘陵漫岗，东部为梧桐河、鹤立河冲积平原。全场土地面积97万亩。

## 行政区划
新华农场下辖以下单位：
新华场直社区、新华农场岭丰管理区、新华农场宝山管理区、新华农场稻香管理区、新华农场临江管理区、新华农场青山管理区、新华农场向阳管理区、新华农场莲花管理区和新华农场东新管理区。